# Picramnia andrade-limae
Picramnia andrade-limae är en tvåhjärtbladig växtart som beskrevs av J.R. Pirani. Picramnia andrade-limae ingår i släktet Picramnia och familjen Picramniaceae. Inga underarter finns listade.